# Édouard Mendy
Édouard Osoque Mendy (*1. března 1992 Montivilliers) je senegalský profesionální fotbalový brankář, který hraje v saúdském klubu Al Ahli a v senegalském národním týmu. I přestože se narodil ve Francii, na reprezentační úrovni reprezentuje Senegal. V roce 2020 přestoupil z Rennes do londýnské Chelsea.
Senegal dvakrát reprezentoval na Africkém poháru národů. V roce 2019 na tomto turnaji získal stříbro a v roce 2022 zlato.

## Klubová kariéra
Mendy se narodil v Montivilliers v Seine-Maritime. Do akademie Le Havre AC vstoupil ve věku 13 let v roce 2005. Poté, co v týmu nedostával Mendy prostor přes brankáře Zacharieho Bouchera, se přesunul do CS Municipaux Le Havre. Svou profesionální kariéru zahájil v AS Cherbourg, který byl tehdy v třetí nejvyšší francouzské soutěži. V Cherbourgu zůstal až do léta 2014, poté byl rok bez klubu. Ve věku 22 let byl Mendy nezaměstnaný a začal hledat zaměstnání mimo fotbal. Nicméně v roce 2015 Mendy obsadil volné místo jako čtvrtý brankář v Olympique Marseille. Sezónu 2015/16 odehrál v rezervním týmu Marseille, kde byl brankářskou dvojkou za Florianem Escalesem.

### Reims
Během sezóny 2016/17 se Mendy připojil k druholigovému týmu Stade de Reims. Debutoval v prvním ligovém kole, když byl v páté minutě zápase s Amiens vyloučen brankář Johann Carrasso. V následující sezóně se Mendy stal brankářskou jedničkou týmu a pomohl Remeši vyhrát titul v Ligue 2 a k postupu do nejvyšší soutěže. V sezóně 2018/19 odehrál Mendy všech 38 utkání v Ligue 1, nově postoupivší Remeš ukončil sezónu na osmém místě. Mendy udržel čtrnáct čistých kont, pouze gólmani OGC Nice Walter Benítez a Lille Mike Maignan byli na tom v této statistice lépe.

### Rennes
Dne 6. srpna 2019 přestoupil Mendy z Remeše do Stade Rennais za částku okolo 4 milionů euro, a nahradil tak odcházejícího brankáře Tomáše Koubka. Mendy debutoval v 3. ligovém kole proti Štrasburku. Chycenou penaltou a udržením čistého konta pomohl Rennes k vítězství na Stade de la Meinau 2:0. Mendy udržel celkem devět čistých štítů ve 24 ligových zápasech v sezóně, která byla zkrácena kvůli pandemii covidu-19. Rennes skončili na třetím místě a kvalifikovali se tak do Ligy mistrů UEFA.

### Chelsea

#### Sezóna 2020/21
Dne 24. září 2020 přestoupil Mendy do londýnské Chelsea za částku ve výši 22 milionů liber, v klubu podepsal pětiletou smlouvu. Mendy se tak stal prvním africkým brankářem v Premier League od sezóny 2011/12, kdy v dresu Wolves chytal Nigerijec Carl Ikeme.Trenér Frank Lampard oznámil, že bývalý brankář Chelsea a současný sportovní a technický poradce Petr Čech (který se shodou okolností také připojil k Chelsea z Rennes) hrál významnou roli při přestupu Mendyho. Dne 29. září 2020 debutoval Mendy v klubu proti Tottenhamu Hotspur ve čtvrtém kole EFL Cupu, který Chelsea prohrála 5:4 na penalty po remíze 1:1. Mendy debutoval v Premier League 3. října a udržel si čisté konto při vítězství 4:0 nad Crystal Palace. Jeho čisté konto proti Burnley dne 31. října z něj učinilo prvního brankáře Chelsea, který si udržel čisté konto ve svých prvních třech ligových zápasech v klubu, od Petra Čecha v roce 2004.
Dne 8. května 2021 Mendy chytil v zápase proti Manchesteru City penaltu Sergia Agüera ve stylu panenky, a pomohl tak Chelsea otočit skóre z 0:1 na 2:1. O tři týdny později, 29. května, se Mendy stal prvním africkým brankářem, který nastoupil ve finále Ligy mistrů UEFA, a prvním od dob Bruce Grobbelaara, který se objevil ve finále evropského poháru v roce 1985. Chelsea ve finále porazila Manchester City 1:0. Vyrovnal také rekord v počtu čistých kont v jedné sezoně Ligy mistrů, když udržel devět čistých kont, stejně jako Santiago Cañizares v sezoně 2000/01 a Keylor Navas v sezoně 2015/16.

#### Sezóna 2021/22
Mendy nastoupil v Superpoháru UEFA proti Villarrealu a v zápase, který dospěl až do prodloužení, si připsal řadu důležitých zákroků. V penaltovém rozstřelu, který Chelsea vyhrála a získala druhý titul v Superpoháru, ho nahradil Kepa Arrizabalaga.
Mendy skončil v anketě Jašinova trofej druhý za italským brankářem Gianluigim Donnarummou. Mendy však získal cenu FIFA pro nejlepšího brankáře.
V únoru 2022, po vítězství na Africkém poháru národů 2021 se Senegalem, se Mendy vrátil z reprezentačního srazu a zúčastnil se Mistrovství světa klubů 2021. Ve finále Chelsea porazila Palmeiras, a Mendy tak získal druhou trofej během dvou týdnů. V Premier League Mendy odchytal 34 utkání, ve kterých udržel 14 čistých kont a s Chelsea se probojoval do finále EFL Cupu, kde podlehli Liverpoolu po penaltovém rozstřelu, a finále FA Cupu, kde shodně prohráli s Liverpoolem po penaltách.

#### Sezóna 2022/23
Po odchodu kouče Thomase Tuchela se Mendy přesunul na pozici brankářské dvojky, nový trenér Graham Potter v brance upřednostňoval Kepu Arrizabalagu. V sezóně odchytal, i vinou zranění prstu, jen 12 utkání, ve kterých udržel jedno čisté konto.

### Al Ahli
Na konci června 2023 přestoupil  Édouard Mendy z Chelsea do saúdského klubu Al Ahli. Senegalský brankář se se saúdskoarabským klubem dohodl na tříleté smlouvě.

## Reprezentační kariéra
Mendy se narodil senegalské matce a otci z Guiney-Bissau. V listopadu 2016 byl poprvé povolán do reprezentace Guiney-Bissau na přátelské zápasy proti portugalským klubům Belenensesu a Estorilu. Nicméně nominaci odmítl a doufal v povolání do senegalské reprezentace.
Mendy debutoval v Senegalu 18. listopadu 2018 výhrou 1:0 nad Rovníkovou Guineou. Mendy se stal brankářskou jedničkou Senegalu na Africkém poháru národů 2019. V základní sestavě se objevil ve dvou úvodních zápasech skupinové fáze, při výhře 2:0 nad Tanzanií a při porážce 1:0 proti Alžírsku. Díky zranění během rozcvičky před posledním zápase ve skupině proti Keni byl nucen odstoupit z turnaje se zlomeným prstem. Senegal se dostal až do finále, ve kterém však prohrál 1:0 s Alžírskem.
Začátkem roku 2022 se zúčastnil Afrického poháru národů, kvůli covidu-19 však první dva skupinové zápasy nehrál. Posléze se vrátil mezi tyče a pomohl dokráčet do finále, ve kterém Senegal porazil v penaltovém rozstřelu Egypt. Po turnaji byl vyhlášen jeho nejlepším brankářem.

## Statistiky

### Klubové
K 17. březnu 2021
| Klub        | Sezóna  | Liga                 | Liga   | Liga | Národní pohár | Národní pohár | Ligová pohár | Ligová pohár | Evropské poháry | Evropské poháry | Ostatní | Ostatní | Celkem | Celkem |
| Klub        | Sezóna  | Liga                 | Zápasy | Góly | Zápasy        | Góly          | Zápasy       | Góly         | Zápasy          | Góly            | Zápasy  | Góly    | Zápasy | Góly   |
| ----------- | ------- | -------------------- | ------ | ---- | ------------- | ------------- | ------------ | ------------ | --------------- | --------------- | ------- | ------- | ------ | ------ |
| Cherbourg   | 2011/12 | Championnat National | 5      | 0    | 0             | 0             | 0            | 0            | —               | —               | —       | —       | 5      | 0      |
| Cherbourg   | 2012/13 | Championnat National | 3      | 0    | 0             | 0             | 0            | 0            | —               | —               | —       | —       | 3      | 0      |
| Cherbourg   | 2013/14 | CFA                  | 18     | 0    | 0             | 0             | 0            | 0            | —               | —               | —       | —       | 18     | 0      |
| Cherbourg   | Celkem  | Celkem               | 26     | 0    | 0             | 0             | 0            | 0            | —               | —               | —       | —       | 26     | 0      |
| Marseille B | 2015/16 | CFA                  | 8      | 0    | 0             | 0             | 0            | 0            | —               | —               | —       | —       | 8      | 0      |
| Reims       | 2016/17 | Ligue 2              | 8      | 0    | 2             | 0             | 1            | 0            | —               | —               | —       | —       | 11     | 0      |
| Reims       | 2017/18 | Ligue 2              | 34     | 0    | 0             | 0             | 0            | 0            | —               | —               | —       | —       | 34     | 0      |
| Reims       | 2018/19 | Ligue 1              | 38     | 0    | 2             | 0             | 1            | 0            | —               | —               | —       | —       | 41     | 0      |
| Reims       | Celkem  | Celkem               | 80     | 0    | 4             | 0             | 2            | 0            | —               | —               | —       | —       | 86     | 0      |
| Rennes      | 2019/20 | Ligue 1              | 24     | 0    | 5             | 0             | 0            | 0            | 4               | 0               | 0       | 0       | 33     | 0      |
| Rennes      | 2020/21 | Ligue 1              | 1      | 0    | 0             | 0             | —            | —            | 0               | 0               | —       | —       | 1      | 0      |
| Rennes      | Celkem  | Celkem               | 25     | 0    | 5             | 0             | 0            | 0            | 4               | 0               | 0       | 0       | 34     | 0      |
| Chelsea     | 2020/21 | Premier League       | 24     | 0    | 0             | 0             | 1            | 0            | 7               | 0               | —       | —       | 32     | 0      |
| Celkem      | Celkem  | Celkem               | 163    | 0    | 9             | 0             | 3            | 0            | 11              | 0               | 0       | 0       | 186    | 0      |

### Reprezentační
K 15. listopadu 2020
| Senegal | Senegal | Senegal |
| Rok     | Zápasy  | Góly    |
| ------- | ------- | ------- |
| 2018    | 1       | 0       |
| 2019    | 7       | 0       |
| 2020    | 2       | 0       |
| Celkem  | 10      | 0       |

## Ocenění

### Klubové

#### Reims
- Ligue 2: 2017/18[41]

### Reprezentační

#### Senegal
- Africký pohár národů: 2019 (druhé místo),[42] 2021 (první místo)

### Individuální
- Sestava sezóny Ligy mistrů UEFA – 2020/21[43]